# Wish You Were Here (album của Pink Floyd)
Wish You Were Here là album phòng thu thứ chín của ban nhạc progressive rock người Anh, Pink Floyd, phát hành vào tháng 9 năm 1975. Album lần này khai thác chủ đề về sự trống vắng, nền công nghiệp âm nhạc cũng như các vấn đề tâm thần của cựu thủ lĩnh Syd Barrett. Được viết từ những phần sáng tác nhỏ khi ban nhạc lưu diễn châu Âu, Wish You Were Here được thu âm qua rất nhiều giai đoạn ở Abbey Road Studios. Quá trình thực hiện album gặp một vài trục trặc, song chính điều đó giúp Roger Waters quyết định tách ca khúc "Shine On You Crazy Diamond" thành hai phần riêng biệt và xen vào giữa đó ba ca khúc mới. "Shine On" là ca khúc để dành tặng Barrett sau khi anh đột nhiên tới thăm ban nhạc trong quá trình thu âm.
Tương tự album trước đó, The Dark Side of the Moon, ban nhạc tiếp tục sử dụng nhiều hiệu ứng âm thanh cũng như máy chỉnh âm. Roy Harper được mời tới hát chính trong ca khúc "Have a Cigar". Phần thiết kế được Storm Thorgerson phụ trách khi bọc toàn bộ bên ngoài một lớp giấy bóng màu đen nhằm giấu phần bìa chính. Wish You Were Here thành công vang dội và thực tế EMI đã không phát hành đủ lượng đĩa yêu cầu. Cho dù những đánh giá ban đầu khá trái chiều, song cuối cùng album vẫn có mặt trong danh sách "500 album vĩ đại nhất" của tạp chí Rolling Stone. Cả hai thành viên Richard Wright và David Gilmour đều coi Wish You Were Here là album yêu thích của họ.

## Hoàn cảnh ra đời
Trong năm 1974, Pink Floyd đã phác thảo nên 3 ca khúc mới là "Raving and Drooling", "You Gotta Be Crazy" và "Shine On You Crazy Diamond". Những ca khúc trên được trình diễn tại rất nhiều buổi diễn ở Anh và Pháp – tour diễn đầu tiên của ban nhạc kể từ sau album The Dark Side of the Moon (1973). Do Pink Floyd không có thói quen quảng bá rầm rộ cũng như luôn giữ khoảng cách với cánh báo chí nên mối quan hệ giữa họ với truyền thông nhìn chung không dễ chịu. Sau khi nhận những lời chê bai từ Nick Kent (một người hâm mộ Syd Barrett) và Pete Erskire trên tạp chí NME về những chất liệu mới, ban nhạc liền quay trở lại làm việc trong phòng thu ngay tuần đầu tiên của năm 1975.

## Chủ đề
Wish You Were Here là album thứ hai của Pink Floyd mà từ chủ đề tới nội dung đều được Waters dàn dựng toàn bộ. Tất cả liên quan trực tiếp đến những cảm xúc của anh về tình bạn mà ban nhạc đã từng có nhưng hiện nay đã không còn nữa. Album bắt đầu với đoạn hòa âm nhạc cụ dài và phức tạp trước khi tới phần ca từ của ca khúc "Shine On You Crazy Diamond" – một sáng tác tri ân Syd Barrett, vị thủ lĩnh đã phải rời ban nhạc từ nhiều năm trước vì những vấn đề tâm lý. Hình bóng của Barrett được gợi lên ngay từ những câu hát đầu tiên "Remember when you were young, you shone like the sun" và "You reached for the secret too soon, you cried for the moon".
Wish You Were Here cũng chỉ trích mạnh mẽ nền công nghiệp âm nhạc. "Shine On" nối trực tiếp với ca khúc "Welcome to the Machine", bắt đầu với tiếng đóng cửa (theo Waters, nó gợi liên tưởng tới những khám phá âm nhạc, và những bước đi của ngành công nghiệp âm nhạc tới sự tham lam và cả thành công) và kết thúc bởi tiếng cười nói tiệc tùng minh chứng cho "sự thiếu giao tiếp và cảm xúc của con người". Tương tự, "Have a Cigar" gọi ngành công nghiệp thu âm là "fatcat", ngoài ra còn sử dụng nhiều cụm từ lóng như "can hardly count", "they call it riding the gravy train" và "by the way, which one's Pink?" – câu hỏi mà ban nhạc đã ít nhất một lần đặt ra. Ca khúc chủ đề "Wish You Were Here" bao gồm ca từ không chỉ nói về Barrett mà còn khơi gợi tính cách đối lập trong con người Waters – một người đầy ý tưởng song cũng rất độc đoán. Album kết thúc với ca khúc "Shine On" với nhiều đoạn chơi nhạc cụ phức tạp.

## Thu âm
~ David Gilmour
Kỹ thuật viên của EMI, Alan Parsons – người từng tham gia sản xuất album trước đó của Pink Floyd, The Dark Side of the Moon – từ chối đề nghị tiếp tục cộng tác từ ban nhạc (Parsons sau đó có được ngay thành công với dự án cá nhân The Alan Parsons Project). Ban nhạc từng cộng tác với kỹ thuật viên Brian Humphries trong bộ phim More tại phòng thu Pye Studios và họ liền đề nghị anh một lần nữa vào năm 1974 sau khi sa thải một kỹ thuật viên thiếu kinh nghiệm. Humphries cảm thấy cuốn hút với chất liệu mới của nhóm cho dù anh cũng gặp chút khó khăn khi không phải là người của Abbey Road Studios. Vô tình một lần Humphries đã làm lộ phần nhạc nền của ca khúc "Shine On" mà Waters và Mason đã cùng nhau chuẩn bị suốt nhiều giờ, vì thế toàn bộ ca khúc đã phải tiến hành thu âm lại.
Tại phòng thu số 3, ban nhạc sớm nhận thấy những khó khăn với những chất liệu mới, đặc biệt vì The Dark Side of the Moon đã làm cạn kiệt thể lực và sức sáng tạo của họ. Richard Wright miêu tả những buổi thu đầu tiên "rơi vào thời điểm vô cùng khó khăn" còn Roger Waters thì thấy quãng thời gian này như "tra tấn". Tay trống Nick Mason cảm thấy việc sử dụng máy thu đa-băng mất thời gian và tẻ nhạt, trong khi David Gilmour thì quan tâm nhiều hơn tới khả năng sử dụng chất liệu mới của ban nhạc. Gilmour cũng bắt đầu gia tăng đối đầu với Mason sau khi anh kết hôn với nhiều dèm pha và khó chịu, gây trở ngại trực tiếp tới khả năng chơi trống của anh. Mason sau này cũng nói rằng những đánh giá của Nick Kent trên tờ NME đã ảnh hưởng tới ý tưởng tiếp tục làm việc cùng nhau của ban nhạc.
Tuy nhiên chỉ sau vài tuần, Waters liền thay đổi chủ đề của album. Ba sáng tác của nhóm trong năm 1974 được nghiên cứu lại cho phù hợp với album, và chỉ còn "Shine On" được giữ lại như là hạt nhân của album lần này. Phần chơi nhạc cụ kéo dài tới hơn 12 phút của ca khúc có nhiều nét tương đồng với "Echoes" với phần gảy 4-nốt guitar mà Gilmour lấy cảm hứng từ Barrett. Gilmour viết nên đoạn guitar hoàn toàn vô tình, song lại có được phản ứng vô cùng tích cực từ Waters. Waters muốn tách ca khúc làm hai và xen vào giữa hai sáng tác mới. Gilmour phản đối và đề nghị ba ca khúc. "Welcome to the Machine" và "Have a Cigar" phê phán trực tiếp ngành công nghiệp âm nhạc trong khi ca từ có nhiều liên hệ với "Shine On" khi nói về phút thăng hoa và gục ngã của Barrett. "Vì tôi thực sự muốn càng sát với cảm xúc càng tốt... thực sự là rất khó miêu tả và lảng tránh sự hụt hẫng khi Barrett ra đi." "Raving and Drooling" và "You Gotta Be Crazy" không còn chỗ trong chủ đề mới của album và được đưa vào album tiếp theo của ban nhạc, Animals (1977).

### Crazy diamond
~ Roger Waters
Một trong những sự kiện quan trọng nhất trong quá trình thực hiện Wish You Were Here xảy ra vào ngày 5 tháng 6 năm 1975. Gilmour kết hôn lần đầu tiên với Virginia Hasenbein và cô theo ban nhạc trong tour diễn thứ hai của Pink Floyd tại Mỹ. Ban nhạc đang trong quá trình hoàn thiện "Shine On" và một người đàn ông béo, nhẵn nhụi cả tóc lẫn lông mày cầm theo một chiếc túi nhỏ bỗng xuất hiện. Waters, vốn đang rất tập trung với phòng thu, đã không nhận ra người đàn ông trên. Wright thì không chắc chắn lắm về nhận định của mình. Người đàn ông tự giới thiệu mình là người quen của Waters đồng thời ngỏ ý muốn nói chuyện; và không lâu sau mọi người đều nhận ra đó là Syd Barrett. Gilmour chợt nhớ ra rằng Barrett chính là một nhân viên của EMI, trong khi Mason thì không thể nhận ra anh."Thật kinh ngạc", Gilmour thốt lên. Trong bộ phim Inside Out, Mason nhớ lại cuộc trò chuyện với Barrett là "rời rạc và không hoàn toàn cảm động". Storm Thorgerson sau này có nói về sự xuất hiện của Barrett: "hai hay ba người trong số họ đã khóc. Anh ta ngồi xuống và nói chuyện chốc lát nhưng cũng không ở đó tới hết buổi thu."
Nhanh chóng gạt đi những giọt nước mắt xúc động, Waters cũng được Barrett giới thiệu Andrew King – người đã thuật lại quá trình tăng cân của anh. Barrett kể rằng mình có một chiếc tủ lạnh rất lớn trong căn bếp, và anh đã ăn rất nhiều thịt lợn nướng. Anh cũng nói thêm rằng bản thân sẵn sàng trợ giúp ban nhạc, song sau khi nghe xong bản nháp của "Shine On", anh bỗng tỏ ý muốn quên đi lời đề nghị trên. Anh cũng tới dự lễ cưới của Gilmour diễn ra tại căng-tin của hãng EMI, tuy nhiên sau đó ra về mà không một lời chào tạm biệt. Kể từ ngày đó, không một thành viên nào của ban nhạc còn gặp lại Barrett cho tới khi anh qua đời vào năm 2006. Cho dù phần ca từ đã được viết từ trước, sự xuất hiện của Barrett vẫn ảnh hưởng rất lớn tới phần còn lại của ca khúc, và phần chơi của Wright trong đoạn điệp khúc của đĩa đơn "See Emily Play" đã được bổ sung thêm vào đoạn cuối của "Shine On".

### Phòng thu
Tương tự với The Dark Side of the Moon, Pink Floyd tiếp tục sử dụng máy chỉnh âm EMS VCS 3 (trong "Welcome to the Machine"), nhưng với hiệu ứng nhẹ nhàng hơn phần chơi guitar acoustic của Gilmour và phần chơi định âm của Mason. Đoạn mở đầu của "Shine On" được bổ sung bằng những đoạn thu dang dở của mà sau này được đặt tên là dự án Household Objects. Những cốc rượu được đổ đầy với mực chất lỏng khác nhau và âm thanh được thu âm bằng cách miết những ngón tay ướt quanh miệng những chiếc cốc bằng chất liệu thủy tinh này. Những phần thu trên được đưa vào phần hòa âm đa-băng rồi trở thành phần mở đầu của "Shine On".
Hai nghệ sĩ vĩ cầm Stéphane Grappelli và Yehudi Menuhin được mời tham gia vào album khi đang thu âm ở phòng thu kế bên. Menuhin ngồi xem Grappelli chơi trong ca khúc "Wish You Were Here" song cuối cùng ban nhạc thống nhất rằng phần chơi violon đó không phù hợp và cho tới tận năm 2011, hầu hết người nghe đều cho rằng tiếng violon đã bị xóa bỏ. Thực tế, phần chơi này vẫn tồn tại nhưng nó được chỉnh rất nhỏ trong đoạn cuối của ca khúc tới mức ban nhạc không thể đưa tên Grappelli trong thành phần tham gia sản xuất. Họ đã trả 300£ cho phần đóng góp này (tương đương với khoảng 2.100£ vào năm 2014). Dick Parry phụ trách saxophone trong "Shine On You Crazy Diamond". Những phần âm thanh mở đầu của ca khúc "Wish You Were Here" được thu với chiếc radio trong xe của Gilmour vào lúc có ai đó bắt đầu giới thiệu về chương cuối bản Giao hưởng số 4 của Tchaikovsky.

### Giọng hát
Quá trình thu âm diễn ra xen kẽ tour diễn tại Mỹ của ban nhạc (vào tháng 4 và tháng 6 năm 1975) và giai đoạn cuối cùng diễn ra sau buổi diễn của nhóm tại Knebworth lại khiến Waters lo lắng. Anh cảm thấy phần hát của "Have a Cigar" rất tệ và chấp nhận thu âm nhiều lần nhằm có được bản thu ưng ý. Vấn đề chủ yếu là do giọng hát có phần hạn chế của bản thân anh, mặt khác cũng do anh quá tập trung luyện giọng cho phần hát ca khúc "Shine On". Gilmour đề nghị hát thay thế song bị Waters từ chối, và người bạn thân lâu năm Roy Harper xin được tham gia. Harper lúc đó cũng đang thu âm album của riêng mình trong một phòng thu khác ở Abbey Road Studios và Gilmour thì cũng đang chơi guitar lót cho anh. Waters sau này tỏ ra tiếc nuối vì quyết định này và cho rằng đáng lẽ mình nên hát trong ca khúc trên. Venetta Fields là người hát nền trong ca khúc "Shine On".

## Thiết kế

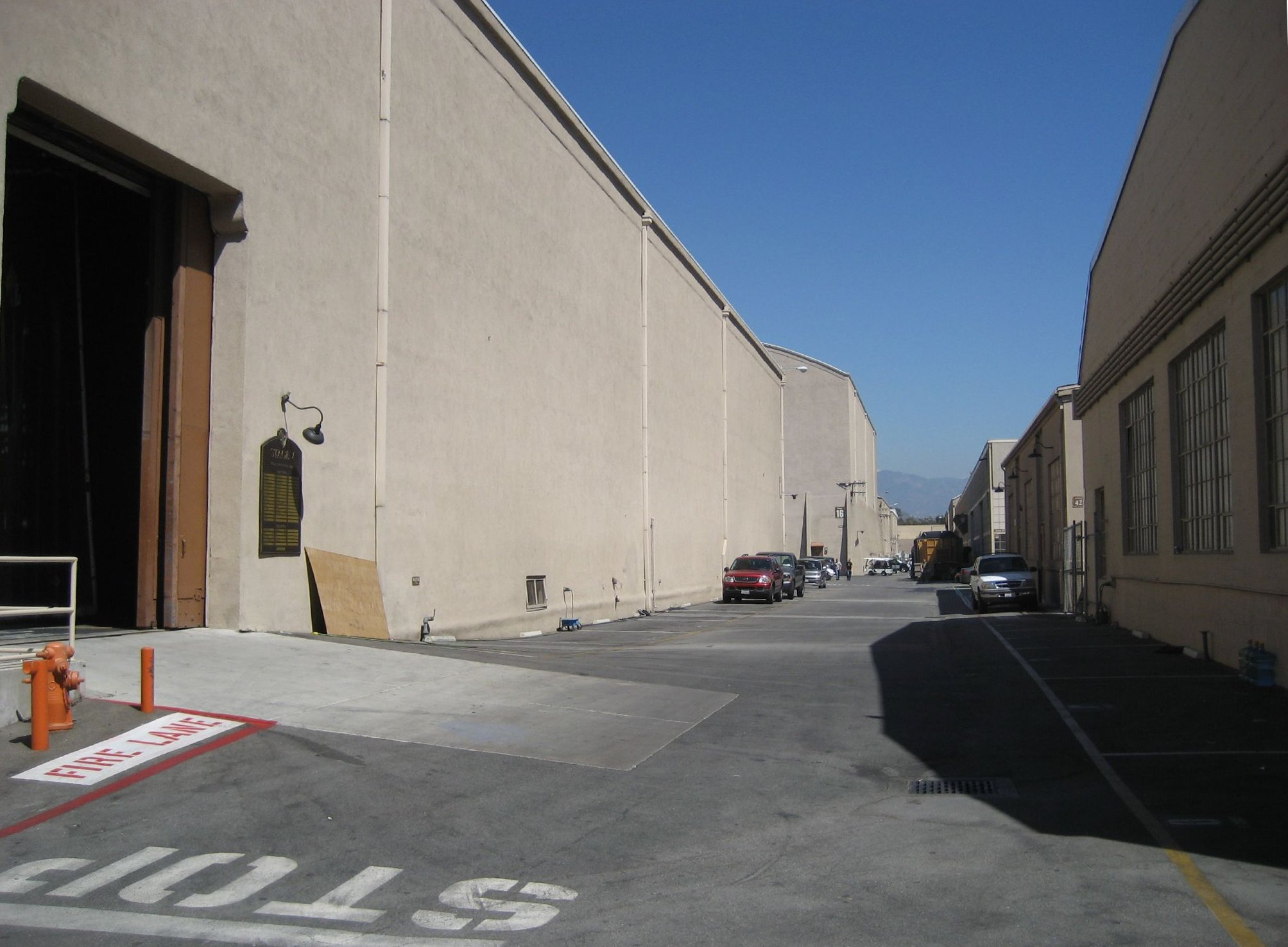
Một góc khu tổ hợp của hãng Warner Bros. ở California, nơi ban nhạc chụp phần ảnh bìa

Wish You Were Here là một trong những sản phẩm được Pink Floyd thiết kế phức tạp. Storm Thorgerson được ban nhạc đưa đi cùng theo tour diễn năm 1974, vì vậy cũng phần nào hiểu được những hàm ý sâu xa trong ca từ mà theo đó liên tưởng tới ý nghĩ về sự "hiện diện không thường trực", chứ không chỉ về tình hình sức khỏe của Barrett. Chủ đề về sự trống vắng có nhiều liên hệ với buổi gặp gỡ xúc động của anh với ban nhạc. Thorgenson có để ý rằng album Country Life nhóm Roxy Music được bày bán với phần bìa bọc giấy phản quang màu lam nhằm che đi ảnh bìa nhạy cảm, vậy nên anh cũng muốn lấy ý tưởng này và bọc Wish You Were Here bằng một lớp giấy màu sẫm, hàm ý chỉ "sự trống vắng".
Hàm ý nội dung của hai ca khúc "Welcome to the Machine" và "Have a Cigar" đã gợi ý tới hình ảnh cái bắt tay (một hành động đôi lúc sáo rỗng), và George Hardie đã thiết kế ở bên trong 2 miếng bìa dán minh họa cho động tác bắt tay này. Phần ảnh bìa lấy cảm hứng từ ý tưởng con người muốn nắm bắt lấy cảm xúc thật sự của họ trước nỗi sợ "bị thiêu cháy" và một trong số hai người đàn ông đang đứng bắt tay nhau đang bốc cháy phía lưng. "Getting burned" cũng là một cụm từ lóng trong giới nghệ sĩ thu âm nhằm ám chỉ người nghệ sĩ bị tước mất tiền bản quyền của chính mình. Hai diễn viên đóng thế tham gia chụp hình là Ronnie Rondell và Danny Rogers, và một trong số họ đã khoác lên mình bộ veste đang bốc cháy, phần đầu được một chiếc mũ bảo hiểm bảo vệ có gắn tóc giả. Bức ảnh được chụp tại phòng thu ở Los Angeles của hãng Warner Bros. Ban đầu gió đã thổi không đúng như mong muốn và lửa táp cháy mất bộ râu của Rogers. Hai diễn viên liền thay đổi vị trí để chụp ảnh và bức ảnh sau đó được lấy đối xứng ngược lại để có được ý nghĩa mong muốn.
Phần mặt sau của album là bức hình người đàn ông không mặt mang tên "người bán hàng Floyd", mà theo lời Thorgenson là "đang bán linh hồn" trên sa mạc (nguyên mẫu là sa mạc Yuma ở California). Chuyện không có cổ tay áo và ống chân là nhằm minh họa cho "bộ veste trống rỗng". Phần bìa bên trong là hình chiếc khăn tang bay trên con đường đồng quê lộng gió ở Norfolk, Virginia; ngoài ra còn có những hình ảnh đặc trưng ở hồ Mono ở California mà theo lời phụ chú ghi tên là "Monosee" (một lần nữa nhấn mạnh chủ đề "trống vắng"). Việc bọc bìa album bằng giấy bóng kính màu đen không được hãng phát hành tại Mỹ, Colombia Records, chấp nhận và họ yêu cầu thay đổi. EMI thì khá thoải mái và họ đã vô cùng hài lòng khi có trong tay sản phẩm hoàn thiện. Trong lần giới thiệu album lần đầu tiên, ban nhạc đã đồng ý để toàn khán phòng vỗ tay.

## Danh sách ca khúc
Tất cả lời bài hát được viết bởi Roger Waters.
| Mặt A | Mặt A                             | Mặt A | Mặt A     | Mặt A      |
| STT   | Nhan đề                           | Phổ nhạc | Hát chính | Thời lượng |
| ----- | --------------------------------- | --- | --------- | ---------- |
| 1.    | "Shine On You Crazy Diamond, I–V" | Wright, Waters, Gilmour (phần I) Gilmour, Waters, Wright (phần II) Waters, Gilmour, Wright (phần III) Gilmour, Wright, Waters (phần IV) Waters, Gilmour, Wright (phần V) | Waters    | 13:38      |
| 2.    | "Welcome to the Machine"          | Waters | Gilmour   | 7:30       |

| Mặt B | Mặt B                               | Mặt B | Mặt B     | Mặt B      |
| STT   | Nhan đề                             | Phổ nhạc | Hát chính | Thời lượng |
| ----- | ----------------------------------- | --- | --------- | ---------- |
| 1.    | "Have a Cigar"                      | Waters | Harper    | 5:24       |
| 2.    | "Wish You Were Here"                | Waters, Gilmour | Gilmour   | 5:17       |
| 3.    | "Shine On You Crazy Diamond, VI–IX" | Wright, Waters, Gilmour (phần VI) Waters, Gilmour, Wright (phần VII) Gilmour, Wright, Waters (phần VIII) Wright (phần IX) | Waters    | 12:29      |

## Đón nhận của công chúng
| Đánh giá chuyên môn | Đánh giá chuyên môn |
| Nguồn đánh giá      | Nguồn đánh giá      |
| Nguồn               | Đánh giá            |
| ------------------- | ------------------- |
| Allmusic            | [ 38 ]              |
| BBC Music           | tích cực            |
| Blender             |                     |
| Los Angeles Times   | tích cực            |
| Robert Christgau    | A−                  |
| Rolling Stone       | tích cực            |

Ban nhạc đã chơi toàn bộ Wish You Were Here trong buổi diễn ngày 5 tháng 7 năm 1975 tại Knebworth. Roy Harper, người cũng tham gia buổi diễn, phát hiện ra rằng bộ trang phục của mình thất lạc do một trong những thùng đồ của Pink Floyd bị cháy (bản thân anh cũng bị thương nhẹ). Việc này làm chậm đi ít nhiều việc chuẩn bị âm thanh của ban nhạc. Vì đã thuê một chiếc Spitfire từ thời Thế chiến II bay vòng trong lúc trình diễn nên ban nhạc không thể chậm trễ hơn được. Hậu quả là việc thiếu nguồn điện đã khiến cho âm thanh từ chiếc keyboard của Wright bị lệch tông, ảnh hưởng nghiêm trọng tới buổi diễn. Ngay lúc đó anh rời khỏi sân khấu, nhưng ban nhạc vẫn cố gắng trình diễn giản lược mà không có keyboard, piano và hiệu ứng. Sau một quãng nghỉ ngắn, họ buộc phải trình diễn The Dark Side of the Moon nhưng công chúng không hài lòng và đã chặn lối ra từ khu vực trình diễn.
Album được phát hành ngày 12 tháng 7 năm 1975 tại Anh, và một ngày sau đó tại Mỹ. Ở Anh, với 250.000 đơn đặt hàng trước, album trực tiếp có được vị trí quán quân cho dù thực tế khả năng của EMI lúc đó chỉ đáp ứng được phân nửa số lượng trên. Ở Mỹ, với 900.000 đơn đặt hàng trước (lớn nhất lịch sử hãng Columbia), album cũng đứng đầu tại Billboard chỉ sau 2 tuần. Năm 1991, Wish You Were Here trở thành album được tiêu thụ nhanh nhất của Pink Floyd, tuy nhiên các ý kiến đánh giá thì khá trái chiều:
""Shine On You Crazy Diamond" là một sáng tác hoàn toàn có chủ đích khi chủ đề của nó hướng tới Barrett, nhắc tới quãng thời gian dài thậm chí là mãi mãi mất định hướng như thuở ban đầu của Floyd. Nhưng ý tưởng đó lại không thể được thực hiện; họ đã đưa thêm vào đó hàng tá chuyện chết tiệt mà họ nghĩ có thể hát được, như chuyện ông anh rể của Waters có được cái vé đỗ xe. Thái độ ủy mị đó đã thúc ép, bên cạnh những điều khác nữa, việc đánh giá lại mối quan hệ giữa họ cùng những hòa âm sơ khai mà họ từng vô thức tạo ra. Thứ duy nhất mà những ban nhạc kiểu vậy muốn giữ lại, trong thứ âm thanh đơn độc của mình, chính là sự đam mê nghiêm túc với "nghệ thuật". Đam mê là tất cả mọi thứ mà Pink Floyd đã mất."
~ Ben Edmund, Rolling Stone
Robert Christgau thì nhìn nhận album theo hướng tích cực hơn khi bình luận: "...giai điệu không chỉ đơn giản mà cuốn hút, cùng với máy chỉnh âm tạo nên sự mượt mà và tiếng guitar phản bác lại mọi lời phê bình, song album vẫn xứng đáng phần nào với những giá trị (và cả những liên quan đa chiều) với The Dark Side of the Moon vốn rất chất lượng." Sau này, ông viết: "Album mà tôi yêu thích nhất của Pink Floyd luôn là Wish You Were Here. Các anh biết vì sao không? Vì đó là tâm hồn, đó là lời ai oán của Waters tới Barrett, với tôi thì đó không hẳn là một người anh hùng bi kịch nhưng với Waters thì có lẽ không bao giờ là đủ." Tờ Melody Maker thì tỏ rõ ý dèm pha: "Cho dù cố gắng tiếp cận Wish You Were Here theo cách nào chăng nữa, nó không thể thuyết phục trong sự nghiêm túc của chính mình và cho thấy rõ việc không hề có chút tưởng tượng khả quan trong mọi khía cạnh." Tuy nhiên những đánh giá sau này lại thiên về hướng tích cực, và tới năm 2012, Wish You Were Here được nằm ở vị trí số 211 trong danh sách "500 album vĩ đại nhất" của tạp chí Rolling Stone. Năm 1998, độc giả tạp chí Q bình chọn đây là album vĩ đại thứ 34 của mọi thời đại, và tới năm 2003 họ lại chọn đây là album vĩ đại thứ 43 trong lịch sử âm nhạc Anh. Năm 2003, một trong số những đài phát thanh lớn nhất nước Đức – WDR 2 – đã tổ chức bình chọn danh sách 200 album vĩ đại nhất và Wish You Were Here có được vị trí quán quân. Năm 2004, Wish You Were Here cũng có được vị trí số 36 trong danh sách "100 album của thập kỷ 1970" của Pitchfork Media. IGN thì đặt album vào vị trí số 8 trong danh sách album rock kinh điển nhất của mình.
Cho dù vẫn có nhiều khiếm khuyết trong khâu sản xuất, đây vẫn là album ưa thích của Wright: "Đây là album mà tôi luôn nghe với sự hài lòng, và không có nhiều album của Floyd như vậy." Gilmour cũng chia sẻ quan điểm: "Nếu để chọn 1 album là album yêu thích, đó hẳn sẽ là Wish You Were Here. Kết quả là, dù sao đi nữa, chắc chắn đã cho tôi một album mà tôi có thể sống trong hân hoan. Tôi vô cùng thích nó."

### Doanh thu
Quản lý Steve O'Rourke của Pink Floyd đã tỏ ra vô cùng thất vọng trước cách làm việc của đại diện hãng EMI ở Mỹ, Capitol Records, vậy nên Wish You Were Here trở thành album đầu tiên của ban nhạc dưới hãng đĩa mới, Columbia Records, trực thuộc CBS. Tuy nhiên ban nhạc vẫn giữ đại diện của EMI tại châu Âu, Harvest Records. Vì thay đổi hãng đĩa, ban nhạc kể từ đây giữ được bản quyền các sáng tác của mình: tất cả các album kể từ Wish You Were Here đều được đưa vào lưu trữ Pink Floyd Music Limited và Pink Floyd (1987) Ltd. (kể từ sau khi Waters chia tay nhóm) bất kể dưới tên hãng đĩa nào.
Album có được chứng chỉ Bạc và Vàng (tương ứng với 60.000 và 100.000 đĩa bán) tại Anh vào ngày 1 tháng 8 năm 1975, và Vàng tại Mỹ ngày 19 tháng 9 cùng năm. Wish You Were Here sau đó có được chứng chỉ 6x Bạch kim vào ngày 16 tháng 5 năm 1997 và tính tới năm 2004 đã bán được khoảng 13 triệu đĩa trên toàn thế giới. "Have a Cigar" được Columbia chọn làm đĩa đơn quảng bá album tại Mỹ với "Welcome to the Machine" ở mặt B.

## Chỉnh âm và tái bản
Wish You Were Here được tái bản và chỉnh âm dưới nhiều hình thức. Ở Anh và Mỹ, album sớm được tái bản qua âm thanh 4-kênh dưới định dạng SQ vào năm 1976 và vào năm 1980 qua ấn bản tạp chí Hi-Fi Today ở Anh. Ấn bản CD được phát hành tại Mỹ vào năm 1983, và tại Anh năm 1985, rồi sau đó được chỉnh âm với phần thiết kế mới vào năm 1994. Tại Mỹ, CBS Mastersound của Columbia Records cho phát hành ấn bản với nửa tốc độ chạy tiêu chuẩn của bản LP vào năm 1981, rồi sau đó Sony Mastersound cho phát hành bản CD với 24 carat vàng, sử dụng Super Bit Mapping với phần ảnh bìa gốc trong phần thiết kế hộp dài giống hộp nữ trang, theo kèm là một bìa bọc cứng bao ngoài phần bìa. Ấn bản này cũng bao gồm box set Shine On, và 3 năm sau đó, Columbia lại cho bày bán bản CD chỉnh âm mới với 17 giây ngắn hơn (44:28) so với bản chỉnh âm của hãng EMI phát hành năm 1994. Phần logo hãng đĩa được thiết kế lại theo hình hai bàn tay bằng máy màu đen trắng đang bắt tay nhau. Album sau đó cũng được Capitol Records tái bản vào năm 2000 nhân dịp kỷ niệm 25 năm phát hành. Sau đó album cũng được chỉnh sửa trong bản lưu trữ phát hành của nhóm mang tên Why Pink Floyd...? vào năm 2011. Boxset Immersion bao gồm bản stereo kỹ thuật số được James Guthrie chỉnh âm dưới định dạng CD, cùng với đó là 5.1 Surround Mix (2009) ở định dạng DVD và Blu-Ray, Quad Mix ở định dạng DVD cùng với đó là bản stereo gốc năm 1975 được chuyển sang dạng DVD và Blu-Ray. Ấn bản này cũng bao gồm phần chỉnh âm năm 2011 được in dưới dạng đĩa than 180g theo kèm là bản 5.1 surround sound mix (2009) dưới định dạng Hybrid SACD.

## Thành phần tham gia sản xuất
| Pink Floyd - David Gilmour – hát chính, guitar, lap steel guitar, EMS Synthi AKS, keyboard, hiệu ứng âm thanh. - Nick Mason – trống, định âm, hiệu ứng âm thanh. - Roger Waters – hát chính, bass, guitar, EMS VCS 3, hiệu ứng âm thanh. - Richard Wright – keyboard, EMS VCS 3, clavinet, hát nền. Các nghệ sĩ khác - Dick Parry – saxophone trong "Shine On You Crazy Diamond". - Roy Harper – hát chính trong "Have a Cigar". - Venetta Fields và Carlena Williams – hát nền. - Stéphane Grappelli – violin trong "Wish You Were Here" (không ghi). | Ê-kíp sản xuất - Brian Humphries và Peter James – kỹ thuật viên âm thanh. - Phil Taylor và Jill Furmanovsky – nhiếp ảnh gia (bản chỉnh âm). - Hipgnosis – thiết kế, chụp ảnh. - Peter Christopherson, Jeff Smith, Howard Bartrop and Richard Manning – trợ lý thiết kế. - George Hardie – đồ họa. - James Guthrie – sản xuất (bản chỉnh âm). - Doug Sax – chỉnh âm. |

## Xếp hạng và chứng chỉ

### Xếp hạng
| Năm  | Bảng xếp hạng                 | Vị trí cao nhất | Lưu trữ                          | Nguồn         |
| ---- | ----------------------------- | --------------- | -------------------------------- | ------------- |
| 1975 | Anh (OCC)                     | 1               | Harvest SHVL 814                 | [ 35 ] [ 61 ] |
| 1975 | Hoa Kỳ Billboard 200          | 1               | Columbia PC 33453                | [ 35 ] [ 62 ] |
| 1975 | Áo (Ö3 Austria)               | 2               |                                  | [ 63 ]        |
| 1975 | Thụy Điển (Sverigetopplistan) | 14              | Harvest 062-96918, 1C 064-96 918 | [ 64 ]        |
| 1975 | Na Uy (VG-lista)              | 2               |                                  | [ 65 ]        |

### Chứng chỉ
| Quốc gia                                                                           | Chứng nhận  | Số đơn vị/doanh số chứng nhận |
| ---------------------------------------------------------------------------------- | ----------- | ----------------------------- |
| Argentina (CAPIF)                                                                  | Vàng        | 30.000^                       |
| Úc (ARIA)                                                                          | 7× Bạch kim | 350,000^                      |
| Áo (IFPI Áo)                                                                       | 2× Bạch kim | 100.000*                      |
| Canada (Music Canada)                                                              | 3× Bạch kim | 300.000^                      |
| Pháp (SNEP)                                                                        | Kim cương   |                               |
| Đức (BVMI)                                                                         | Bạch kim    | 500.000^                      |
| Ý (FIMI)                                                                           | Vàng        | 50.000*                       |
| Ba Lan (ZPAV)                                                                      | Vàng        | 35.000*                       |
| Anh Quốc (BPI)                                                                     | 2× Bạch kim | 600.000^                      |
| Hoa Kỳ (RIAA)                                                                      | 6× Bạch kim | 6.000.000^                    |
| * Chứng nhận dựa theo doanh số tiêu thụ. ^ Chứng nhận dựa theo doanh số nhập hàng. |             |                               |